# Physalaemus barrioi
Espèce
Statut de conservation UICN

 DD  : Données insuffisantes
Physalaemus barrioi est une espèce d'amphibiens de la famille des Leptodactylidae.

## Répartition
Cette espèce est endémique de l'État de São Paulo au Brésil. Elle se rencontre à environ 1 200 m d'altitude dans la Serra da Bocaina,.

## Étymologie
Cette espèce est nommée en l'honneur d'Avelino Barrio.

## Publication originale
- Bokermann, 1967 : Três novas espécies de Physalaemus do sudeste brasileiro (Amphibia, Leptodactylidae). Revista Brasileira de Biologia, Rio de Janeiro, vol. 27, no 2, p. 135-143.